# プリンセス ヨット
プリンセス ヨット（Princess Yachts Limited）は、イギリス デボン州プリマスに拠点を置くイギリスのモーター ヨット メーカーです。

## プロフィール
プリンセス ヨットは、1965年にマリン プロジェクト (プリマス) Ltd としてプリマスに設立された。
プリンセス ヨットは 119か国で事業を展開し、世界中で 3,200人以上の従業員を雇用しており、造船所の総面積は 110万平方フィートを超える。
日本への輸入はPrincessYaachtsJAPANが行う。

## ラインナップ
- X Class: スーパーフライブリッジヨット　　　　80 to 95 feet.
- Y Class: モーターヨット　　　　　　　　　　　72 to 95 feet.
- F Class: フライブリッジヨット　　　　　　　　45 to 65 feet.
- V Class: スポーツヨット　　　　　　　　　　　40 to 65 feet.
- S Class: スポーツブリッジヨット　　　　　　　62 to 80 feet.

## 受賞歴
- 日本ボート・オブ・ザ・イヤー2012 - グランプリ受賞
  - Princess V52

- 日本ボート・オブ・ザ・イヤー2013 - 輸入大型艇部門、部門賞受賞
  - Princess 56

- 日本ボート・オブ・ザ・イヤー2015 - 輸入大型艇部門、部門賞受賞
  - Princess 82MY

- 日本ボート・オブ・ザ・イヤー2022 - グランプリ受賞
  - Princess X95

- ワールド・ヨット・アワード2023 - ベストエクステリアデザイン賞　受賞
  - Princess S72

- モーターボート・アワード2024 - カスタムヨット部門、部門賞受賞
  - Princess X80

## 造船所
- プリンセス ヨットはプリマス全域に 5つのサイトを持ち、110万平方フィート以上に及ぶ。